# Diócesis de Estelí
La diócesis de Estelí (en latín: Dioecesis Esteliensis) es una circunscripción eclesiástica de la Iglesia católica en Nicaragua. Se trata de una diócesis latina, sufragánea de la arquidiócesis de Managua. Desde el 6 de julio de 2021 es sede vacante y su administrador apostólico es el obispo es Rolando José Álvarez Lagos.

## Territorio y organización
La diócesis tiene 7298 km² y extiende su jurisdicción sobre los fieles católicos de rito latino residentes en los departamentos de: Estelí, Madriz y Nueva Segovia.
La sede de la diócesis se encuentra en la ciudad de Estelí, en donde se halla la Catedral de Nuestra Señora del Rosario.
En 2021 en la diócesis existían 43 parroquias.

## Historia
En medio de las grandes expectativas y aires de renovación desde el inicio de la primera sesión solemne del Concilio Vaticano II el 11 de octubre de 1962, la diócesis fue erigida el 17 de diciembre de 1962 con la bula Supremi muneris del papa Juan XXIII, obteniendo el territorio de la diócesis de León.

Decretamos lo siguiente: Separamos de la diócesis de León, el territorio íntegro de los distritos civiles, comúnmente llamados departamentos, los cuales corresponden a los nombres de Estelí, Madriz y Nueva Segovia... La nueva sede episcopal de la Nueva Iglesia será la ciudad llamada Estelí, y la Catedral del Magisterio Episcopal debe ser colocada en el Templo Parroquial que tiene el título de la Bienaventurada Virgen María del Santísimo Rosario, el cual elevamos al rango y dignidad de Iglesia Catedral.

El 12 de enero de 1963 Sante Portalupi, nuncio apostólico en Managua, comunicó el nombramiento episcopal para la nueva diócesis a Clemente Carranza y López, vicario general de la arquidiócesis de Managua, deán del Venerable Cabildo Metropolitano Managüense, párroco de la iglesia de San José. 

## Estadísticas
Según el Anuario Pontificio 2022 la diócesis tenía a fines de 2021 un total de 1 162 860 fieles bautizados.
| Año                                                                             | Población            | Población | Población      | Sacerdotes | Sacerdotes    | Sacerdotes    | Bautizados por sacerdote | Diáconos permanentes | Religiosos | Religiosos | Parroquias |
| Año                                                                             | Bautizados católicos | Total     | % de católicos | Total      | Clero secular | Clero regular | Bautizados por sacerdote | Diáconos permanentes | Varones    | Mujeres    | Parroquias |
| ------------------------------------------------------------------------------- | -------------------- | --------- | -------------- | ---------- | ------------- | ------------- | ------------------------ | -------------------- | ---------- | ---------- | ---------- |
| 1966                                                                            | 168 000              | 169 500   | 99.1           | 16         | 12            | 4             | 10 500                   |                      | 4          | 43         | 16         |
| 1968                                                                            | 185 500              | 191 218   | 97.0           | 18         | 12            | 6             | 10 305                   |                      | 6          |            | 12         |
| 1976                                                                            | 230 324              | 233 324   | 98.7           | 25         | 17            | 8             | 9212                     |                      | 13         | 44         | 17         |
| 1977                                                                            | 243 950              | 251 450   | 97.0           | 23         | 17            | 6             | 10 606                   |                      | 12         | 44         | 17         |
| 1990                                                                            | 282 000              | 314 000   | 89.8           | 32         | 14            | 18            | 8812                     |                      | 30         | 35         | 26         |
| 1999                                                                            | 580 600              | 650 500   | 89.3           | 47         | 30            | 17            | 12 353                   | 5                    | 26         | 27         | 23         |
| 2000                                                                            | 638 660              | 715 550   | 89.3           | 50         | 33            | 17            | 12 773                   | 5                    | 26         | 27         | 23         |
| 2001                                                                            | 638 660              | 715 550   | 89.3           | 24         | 14            | 10            | 26 610                   | 5                    | 19         | 27         | 23         |
| 2002                                                                            | 730 550              | 760 850   | 96.0           | 27         | 17            | 10            | 27 057                   | 5                    | 19         | 29         | 23         |
| 2003                                                                            | 740 450              | 775 540   | 95.5           | 35         | 21            | 14            | 21 155                   | 5                    | 23         | 29         | 23         |
| 2004                                                                            | 814 495              | 853 094   | 95.5           | 34         | 20            | 14            | 23 955                   | 5                    | 23         | 29         | 24         |
| 2006                                                                            | 913 862              | 957 171   | 95.5           | 31         | 22            | 9             | 29 479                   | 5                    | 18         | 29         | 24         |
| 2013                                                                            | 1 026 000            | 1 068 000 | 96.1           | 42         | 33            | 9             | 24 428                   | 5                    | 16         | 32         | 32         |
| 2016                                                                            | 1 116 744            | 1 394 319 | 80.1           | 48         | 38            | 10            | 23 265                   | 1                    | 15         | 41         | 32         |
| 2019                                                                            | 1 169 400            | 1 466 000 | 79.8           | 42         | 32            | 10            | 27 842                   | 7                    | 24         | 33         | 41         |
| 2021                                                                            | 1 162 860            | 1 440 820 | 80.7           | 57         | 36            | 21            | 20 401                   | 5                    | 28         | 37         | 43         |
| Fuente: Catholic-Hierarchy, que a su vez toma los datos del Anuario Pontificio. |                      |           |                |            |               |               |                          |                      |            |            |            |

## Episcopologio
- Clemente Carranza y López † (12 de enero de 1963-7 de febrero de 1978 falleció)
- Rubén López Ardón (2 de enero de 1979-6 de marzo de 1990 renunció)
- Juan Abelardo Mata Guevara, S.D.B. (6 de marzo de 1990-6 de julio de 2021 retirado)
  - Sede vacante (desde 2021)
  - Rolando José Álvarez Lagos,[nota 1] desde el 6 de julio de 2021 (administrador apostólico)